# Cloruro de circonio(IV)
El cloruro de circonio(IV), también conocido como tetracloruro de circonio, es un compuesto inorgánico de fórmula ZrCl4 utilizado con frecuencia como un precursor de otros compuestos de circonio. Es un blanco de alto sólido que funde hidroliza rápidamente en aire húmedo.

## Estructura
A diferencia molecular del tetracloruro de titanio TiCl4, sólido ZrCl4 adopta una estructura polimérica en la que cada átomo de Zr está coordinado octaédricamente. Esta diferencia en las estructuras es responsable de la notable diferencia en sus propiedades: TiCl4 es destilable, pero ZrCl4 es un sólido con un alto punto de fusión. En el estado sólido, ZrCl4 adopta una estructura lineal. La misma estructura polimérica en forma de cinta adoptada por el tetracloruro de hafnio, HfCl4. Este polímero se degrada fácilmente por tratamiento con bases de Lewis, que escinden los enlaces Zr-Cl-Zr.
Forma cristales incoloros de monoclínico, los parámetros de la unidad A = 0,6361 nm, b = 0,7407 nm, C = 0,6256 nm, β = 109,3 °.

## Síntesis
La reacción de óxido de circonio(IV) y cloro en presencia de agentes reductores, generalmente carbono:
{\displaystyle \mathrm {ZrO_{2}+2Cl_{2}+C\ {\xrightarrow {500-700^{o}C}}\ ZrCl_{4}+CO_{2}} }
Un proceso a escala de laboratorio utiliza tetracloruro de carbono en lugar de carbono y cloro:
{\displaystyle \mathrm {ZrO_{2}+2CCl_{4}\ {\xrightarrow {}}\ ZrCl_{4}+2COCl_{2}} }
La reacción de cloro y de circonio en polvo:
{\displaystyle \mathrm {Zr+2Cl_{2}\ {\xrightarrow {200-400^{o}C}}\ ZrCl_{4}} }
La reacción con cloruro de plomo(II):
{\displaystyle \mathrm {Zr+2\ PbCl_{2}{\xrightarrow {500^{o}C}}\ ZrCl_{4}+2Pb} }
Reacciones de ortosilicato de circonio(IV) y cloro en presencia de agentes reductores:
{\displaystyle \mathrm {ZrSiO_{4}+4Cl_{2}+4C\ {\xrightarrow {850-1000^{o}C}}\ ZrCl_{4}+SiCl_{4}+4CO} }
Descomposición de óxido de dicloruro de zirconio por calentamiento:
{\displaystyle \mathrm {2ZrOCl_{2}\ {\xrightarrow {250^{o}C}}\ ZrCl_{4}+ZrO_{2}} }

## Propiedades químicas
Se descompone cuando se calienta:
{\displaystyle \mathrm {ZrCl_{4}\ {\xrightarrow[{-Cl_{2}}]{1700^{o}C}}\ ZrCl_{3},ZrCl_{2},ZrCl} }
Reacciona con el agua:
{\displaystyle \mathrm {ZrCl_{4}+H_{2}O\ {\xrightarrow {}}\ ZrOCl_{2}+2HCl} }
Reacciona con álcalis 
{\displaystyle \mathrm {ZrCl_{4}+4NaOH\ {\xrightarrow {}}\ ZrO(OH)_{2}\downarrow +4NaCl+H_{2}O} }
Cuando se calienta, oxida el oxígeno del aire:
{\displaystyle \mathrm {ZrCl_{4}+O_{2}\ {\xrightarrow {600^{o}C}}\ ZrO_{2}+2Cl_{2}} }
El circonio se desplaza metales más activos:
{\displaystyle \mathrm {ZrCl_{4}+2Mg\ {\xrightarrow {700^{o}C}}\ Zr+2MgCl_{2}} }
Recuperado por calentamiento de circonio:
{\displaystyle \mathrm {ZrCl_{4}\ {\xrightarrow {Zr,350^{o}C}}\ ZrCl_{3}\ {\xrightarrow {Zr,460-500^{o}C}}\ ZrCl_{2}\ {\xrightarrow {Zr,625-800^{o}C}}\ ZrCl} }
Reacciona con cloruros de metales alcalinos:
{\displaystyle \mathrm {ZrCl_{4}+2KCl\ {\xrightarrow {500^{o}C,p}}\ K_{2}[ZrCl_{6}]} }

## Aplicaciones

### Precursor de circonio metálico
El ZrCl4 es un intermedio en la conversión de minerales de circonio para metálico de circonio por el proceso de Kroll. En la naturaleza, los minerales de circonio invariablemente existen como óxidos (reflejados también por la tendencia de todos los cloruros de circonio a hidrolizar). Para su conversión a metal a granel, estos óxidos refractarios se convierten primero a tetracloruro, que se puede destilar a altas temperaturas. El ZrCl4 purificado se puede reducir con circonio metálico para producir cloruro de circonio(III).

### Otros usos
El ZrCl4 es el precursor más común para la deposición de vapor químico de dióxido de circonio y diboruro de circonio.
En la síntesis orgánica tetracloruro de circonio se utiliza como ácido débil de Lewis para la reacción de Friedel-Crafts, la reacción de Diels-Alder y reacciones de ciclación intramolecular. También se usa para hacer que el tratamiento repelente al agua, hidrófugo, en los textiles y otros materiales fibrosos.

## Propiedades y reacciones
Su entalpía estándar de formación es -980,52 kJ/mol, su entropía estándar molar 181.41 JK−1 mol−1 y su capacidad calorífica 125.38 JK−1mol−1.
La hidrólisis de ZrCl4 da el clúster de cloruro de hidroxi hidratado llamado cloruro de zirconilo. Esta reacción es rápida y prácticamente irreversible, en consonancia con la alta oxophilicity de zirconio(IV). Por esta razón, las manipulaciones de ZrCl4 típicamente requieren técnicas al aire libre .
El ZrCl4 es el compuesto de partida principal para la síntesis de muchos complejos organometálicos de circonio. Debido a su estructura polimérica, ZrCl4 está generalmente convertido a un complejo molecular antes de su uso. Se forma un complejo 1:2 con tetrahidrofurano: CAS [21959-01-3], pf 175-177 °C.  NaC5H5 reacciona con ZrCl4(THF)2 para dar dicloruro circonoceno,  ZrCl2(C5H5)2, un versátil complejo orgánico de zirconio. Una de las propiedades más curiosos de ZrCl4 es su alta solubilidad en presencia de bencenos metilados, tales como dureno. Esta solubilización surge a través de la formación de complejos π.
El registro (base 10) de la presión de vapor de tetracloruro de circonio (480 a 689 K) está dada por la ecuación:  log10(P) = -5.400/T +11.766; donde se mide la presión en torr y la temperatura en kelvin . El registro (base 10) de la presión de vapor de tetracloruro de circonio sólido (710 a 741 K) está dada por la ecuación log 10 (P) = -3.427/T +9.088. La presión en el punto de fusión es de 14.500 torr.